# Vesta (thần thoại)
Vesta (phát âm tiếng Latinh: [ˈwɛsta]) là nữ thần đồng trinh của lò sưởi, nhà và gia đình trong tôn giáo La Mã. Vesta hiếm khi được mô tả dưới hình dạng con người, và thường được đại diện bởi ngọn lửa của ngôi đền của cô trong Công trường La Mã. Vào đền thờ của cô chỉ được phép cho các nữ tư tế của cô, các Vestal, người chăm sóc ngọn lửa thiêng tại lò sưởi trong đền thờ của cô. Vì cô được coi là người bảo vệ người La Mã, lễ hội của cô, Vestalia (7-15 tháng 6), được coi là một trong những ngày lễ quan trọng nhất của La Mã. Trong thời gian của Vestalia khách đi chân trần qua thành phố đến khu bảo tồn của nữ thần, nơi họ bày đồ cúng dường. Tầm quan trọng của Vesta đối với tôn giáo La Mã lớn đến nỗi những người thờ cúng Vesta là một trong những giáo phái ngoại giáo cộng hòa cuối cùng vẫn còn hoạt động sau khi Kitô giáo trỗi dậy cho đến khi bị hoàng đế Kitô giáo Theodosius I buộc phải giải tán vào năm 391 sau Công nguyên.
Những câu chuyện thần thoại miêu tả Vesta và các nữ tư tế của cô rất ít, và bị giới hạn trong những câu chuyện về sự ngâm tẩm kỳ diệu bởi một phallus xuất hiện trong ngọn lửa của lò sưởi biểu hiện của nữ thần. Vesta là một trong những thần Dii Consentes, mười hai vị thần được tôn vinh nhất trong đền thờ thần La Mã. Cô là con gái của Saturn và Ops, và em gái của Jupiter, Neptune, Pluto, Juno và Ceres. Thần tương đương Hy Lạp của cô là Hestia.